# بو ديريك
بو ديريك (بالإنجليزية: Bo Derek)‏ (ولدت ماري كاثلين كولينز؛ 20 نوفمبر 1956) ممثلة تلفزيونية وسينمائية، ومنتجة أفلام أميركية، ربما يعد دوارها جيني هانلي في فيلم 10 أهم أدوارها الفنية بترشيحها (1979) لنيل لقب جائزة غولدن غلوب للنجمة الصاعدة، كما شاركت في العديد من الأدوار منها سي إس آي: ميامي (2012) في دور جوانا تورينغ.

## نشأتها
ولدت ديريك ماري كاثلين كولينز في لونج بيتش ، كاليفورنيا. كان والدها ، بول كولينز ، مديرًا تنفيذيًا لشركة Hobie Cat ، وكانت والدتها نورما ، فنانة مكياج ومصففة شعر ، انفصل والدا كولينز ، وتزوجت والدتها مرة أخرى من بوبي باس. نشأت مع ثلاثة أشقاء: أختان وأخ.

## روابط خارجية
- مقابلة مع بو ديريك
- بو ديريك على موقع IMDb (الإنجليزية)
- بو ديريك على موقع روتن توميتوز (الإنجليزية)
- بو ديريك على موقع مونزينجر (الألمانية)
- بو ديريك على موقع ألو سيني (الفرنسية)
- بو ديريك على موقع تيرنر كلاسيك موفيز (الإنجليزية)
- بو ديريك على موقع أول موفي (الإنجليزية)
- بو ديريك على موقع قاعدة بيانات الأفلام السويدية (السويدية)
- بو ديريك على موقع إن إن دي بي (الإنجليزية)
- بو ديريك على موقع قاعدة بيانات الفيلم (الإنجليزية)
- بو ديريك على موقع كينوبويسك (الروسية)